# 江戸崎藩
江戸崎藩（えどさきはん）は、常陸国信太郡江戸崎（現在の茨城県稲敷市江戸崎）を居所として、江戸時代初期に存在した藩。

## 歴史

### 前史
戦国期、美濃土岐家から土岐治頼が入って江戸崎の原氏（土岐氏）を継ぎ、山内上杉氏の信太荘支配を担った。治頼の子の土岐治英の時代には地域領主の立場を確立し、天文年間には龍ヶ崎や牛久方面にも勢力を伸ばした。土岐氏は佐竹氏との対抗上、小田原北条氏と接近した。天正18年（1590年）の小田原征伐によって、領主としての土岐氏は滅ぼされた。
江戸崎は佐竹義宣の支配下に置かれ、義宣の弟である蘆名盛重が4万5,000石で入った。盛重は江戸崎で城下町の建設を行った。慶長5年（1600年）の関ヶ原の戦いで、義宣は東西どちらにも付かずの行動をしてしまい、盛重も兄の行動に追従した。戦後の慶長7年（1602年）、佐竹氏は出羽国久保田藩に転封処分となり、蘆名氏もそれに追従して出羽角館1万6,000石に減じられ転封となった。

### 青山家の時代
青山忠成は三河譜代の家臣で、徳川秀忠に傅として附けられ、家康の関東入国時には知行割などの奉行を務めた。本多正信・内藤清成とともに関東総奉行に任じられ、また江戸町奉行を務めた。
『寛政重修諸家譜』によれば、青山忠成は慶長6年（1601年）に上総・下総両国で1万1000石を加増され、1万8000石の大名となったとある。『角川日本地名大辞典』によれば、慶長8年（1603年）4月6日付で青山忠成に与えられた領地目録に「常陸国信太郡江戸崎領之内、高壱万石」とあり、青山忠成が江戸崎領に1万石（うち5000石は馬乗同心給）で入って江戸崎藩が立藩したとしている。慶長11年（1606年）に一時家康の勘気を受けて蟄居するが、本多正信の執り成しなどによって赦された。『寛政譜』では忠成はたびたび加増を受けたとあり、最終的に2万8000石を領したという。
忠成の嫡子・青山忠俊は幼少より秀忠に仕え、慶長8年（1603年）に常陸国信太郡内で5000石を領して、父に代わって与力25騎・同心100人を支配した。慶長12年（1607年）に徳川家光に附属され、慶長15年（1610年）に書院番頭に任じられた。慶長16年（1611年）に下野国都賀郡内で5000石を加増され、知行高は合計1万石となった。
慶長18年（1613年）、忠成が死去した。忠俊がその遺領を相続したが、弟2人（青山幸成・天方通直）に1500石ずつを分知したため、自己の従来の知行と合わせて3万5000石を領することとなった。元和2年（1616年）には老中に栄進し、元和6年（1620年）には1万石を加増の上で武蔵岩槻藩に転封となった。

### 丹羽長重の入封

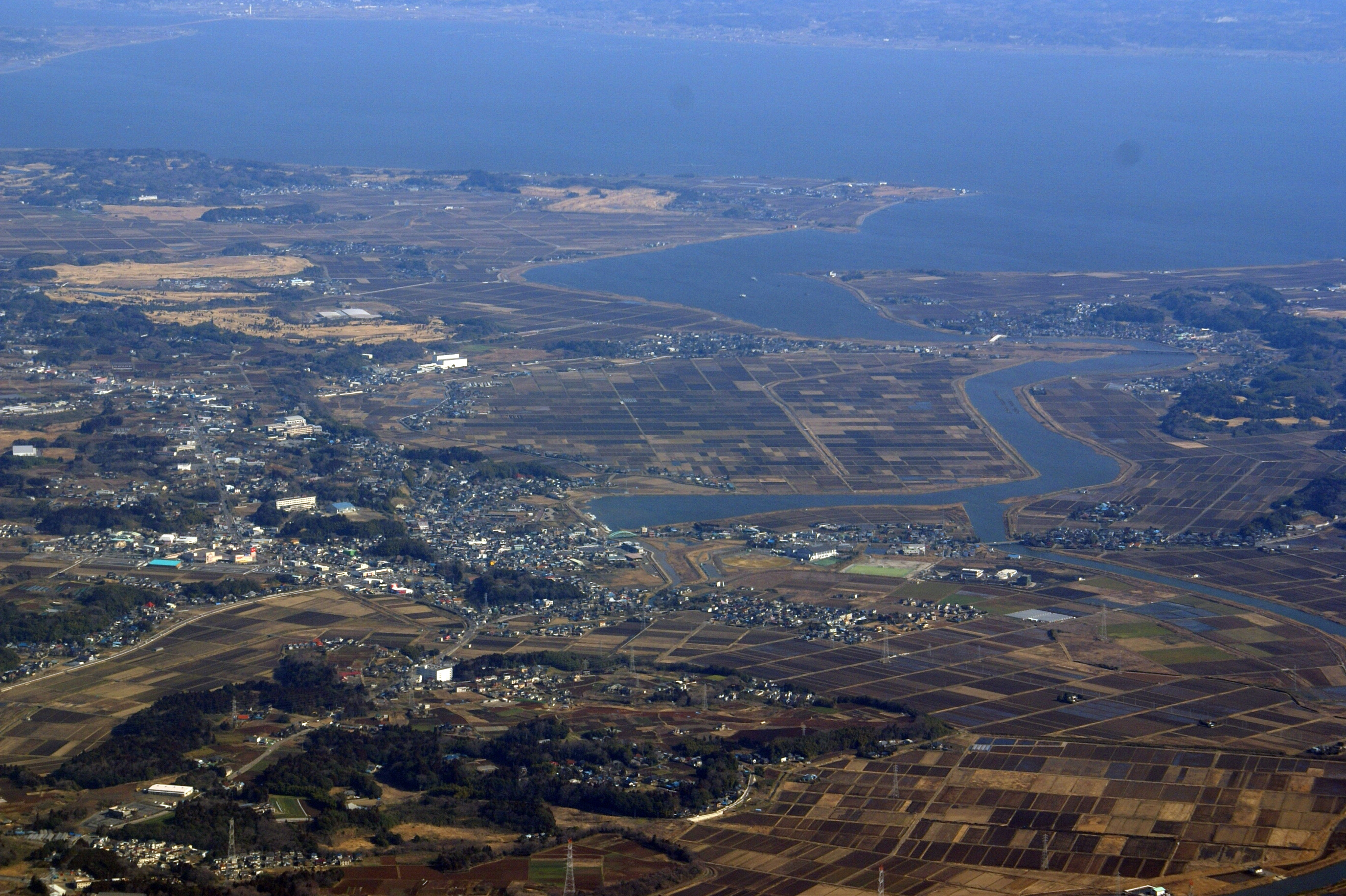
稲敷市西部を南西方向の上空から撮影した写真（2007年）。奥は霞ケ浦、中央に見える水路は小野川・沼里川。中央左側の市街地は江戸崎。屈曲しながら霞ケ浦に流入する小野川の右岸奥に見える集落が古渡。写真中央、江戸崎と古渡の間に見える耕地（稲波干拓）は第二次世界大戦後に完成した干拓地で、かつては榎浦と呼ばれる水域であった。

元和5年（1619年）、常陸古渡藩で1万石を領していた丹羽長重が、江戸崎領で1万石を加増された。これにより江戸崎藩2万石が成立したとされる。元和8年（1622年）に3万石加増の上で陸奥棚倉藩へ転封となり、江戸崎藩は廃藩となった。

## 歴代藩主

### 青山家
1万5000石→3万5000石 譜代
1. 忠成
2. 忠俊

### 丹羽家
2万石 外様
1. 長重